# Ion Degen
Ion Łazariewicz Degen (ros. Ион Лазаревич Деген, ur. 4 czerwca 1925 w Mohylowie Podolskim, zm. 28 kwietnia 2017 w Giwatajimie) – radziecki i izraelski pisarz, poeta i lekarz.

## Życiorys
Do 1941 skończył 9 klas szkoły, w lipcu 1941 wstąpił do Armii Czerwonej, służył w piechocie i potem w wojskach pancernych, walczył w wojnie z Niemcami, był trzykrotnie ranny i został inwalidą wojennym. W 1951 z wyróżnieniem ukończył studia w Instytucie Medycznym w Czerniowcach, pracował jako ortopeda-traumatolog w Kijowskim Instytucie Ortopedycznym, później w szpitalu miejskim, był kandydatem, następnie doktorem nauk medycznych. Napisał 90 prac naukowych, wypromował dwóch doktorów i ośmiu kandydatów nauk medycznych. W 1977 wraz z rodziną wyjechał do Izraela, gdzie następnie przez 20 lat pracował jako lekarz ortopeda. Autor m.in. książek Iz doma rabstwa, Immanuił Wielikowski, Stichy iz planszeta, Portrety uczitielej, Wojna nikogda nie konczajetsa i Gołogrammy.

## Odznaczenia
- Order Czerwonego Sztandaru
- Order Wojny Ojczyźnianej I klasy
- Order Wojny Ojczyźnianej II klasy
- Medal „Za Odwagę”
- Order Virtuti Militari V klasy (Polska)
- Order Krzyża Grunwaldu I klasy (Polska)
- Krzyż Komandorski Orderu Odrodzenia Polski (Polska)

I medale.